# Žichlínek
Žichlínek – wieś i gmina (obec) w Czechach, w kraju pardubickim, w powiecie Uście nad Orlicą.

## Historia
Na podstawie źródeł historycznych początki założenia wioski sięgają początków osadnictwa lokalnego krajobrazu w pierwszej połowie XIII wieku za panowania czeskiego króla Przemysła Ottokara II. Obec Žichlínek (zwana dalej gminą) została ustanowiona jako jednostka samorządu terytorialnego zgodnie z § 1 i § 2 ustawy nr 367/1990 Sb. z późniejszymi zmianami z dnia 23 listopada 1990 i zgodnie z sekcją 4 niniejszej ustawy, działa w stosunkach prawnych we własnym imieniu i ponosi odpowiedzialność wynikającą z tych relacji.

## Geografia
Žichlínek leży wzdłuż rzeki Moravská Sázava na południowy wschód od miasta Lanškroun.